# Mapei Sport
Mapei Sport es un centro de medicina deportiva con sede en Castellanza (Varese, Lombardía, Italia) dedicado a la aplicación de la ciencia en el deporte. Sus actividades incluyen la investigación y la divulgación.
Fue fundado en 1996 por Giorgio Squinzi, presidente de Mapei, para que se encargara de la preparación de sus corredores del equipo Mapei. Tras la desaparición de la escuadra al finalizar la temporada 2002, el centro siguió operativo. Desde entonces ha tenido entre sus clientes a deportistas de distintas disciplinas, y cuenta con el certificado ISO 9001:2008 de calidad.
El doctor Aldo Sassi fue el principal responsable de la institución desde su creación en 1996 hasta su fallecimiento en diciembre de 2010.